# Orangefleck-Doktorfisch
Der Orangefleck-Doktorfisch (Acanthurus olivaceus) ist eine Art aus der Familie der Doktorfische (Acanthuridae) und gehört in dieser der Unterfamilie der Skalpelldoktorfische (Acanthurinae) an.

## Verbreitung
Sie leben im östlichen Indischen Ozean und im Pazifik, von Japan bis zu den Marquesas und von Mikronesien bis nach Hawaii bis 45 Metern Tiefe immer über Geröll und Sandboden und in der Nähe von Fels- und Korallenriffen. Im westlichen Indischen Ozean wird er durch den nah verwandten Kreisdorn-Doktorfisch (Acanturhus tennenti) ersetzt.

## Aussehen
Der Orangefleck-Doktorfisch macht im Laufe seines Lebens einen erstaunlichen Farbwechsel mit. Jungtiere bis sechs Zentimeter sind rein gelb, sie haben noch keinen orangen Fleck. Bei einer Länge von zwölf Zentimeter sind sie oliv, die hintere Hälfte ist etwas dunkler, der orange Fleck ist ausgeprägt. Im Pazifik werden erwachsene Tiere ab einer Länge von 25 Zentimeter dunkel olivbraun. Orangefleck-Doktorfische werden bis zu 30 Zentimeter lang.

## Verhalten
Der Orangefleck-Doktorfisch lebt einzeln, in Paaren oder in großen Schwärmen, zum Teil zusammen mit anderen Doktorfischen.